# Peretti (famiglia)
I Peretti (poi Damasceni Peretti) furono una famiglia nobile della Roma del Cinquecento.

## Storia
Originariamente la famiglia del padre era di Montalto, nelle Marche. Francesco Piergentile, originario di Montalto, fu esiliato a Grottammare dove conobbe Mariana e sposato, nacquero i suoi figli tra cui Prospero, che morì giovanissimo, e Felice che venne poi eletto al soglio pontificio col nome di Sisto V.
È proprio con papa Sisto che le fortune della casata si ingigantirono notevolmente, ma la sua famiglia mancava ora di maschi per la fondazione di una vera e propria dinastia. Egli concesse dunque all'amata sorella Camilla, maritata a Giovanni Battista Mignucci, di trasmettere ai suoi figli il cognome di Peretti. Dei figli di Camilla e Giovanni Battista, Francesco sposò Vittoria Accoramboni, mentre Maria Felice sposò Fabio Damasceni, nobile romano.
Maria Felice ebbe i seguenti figli che assunsero tutti il doppio cognome di Damasceni Peretti: due maschi, Alessandro (poi cardinale) e Michele, I principe di Venafro, e due femmine, Flavia (che sposò un Orsini) e Orsina che sposò il principe Colonna di Paliano e poi il marchese di Caravaggio, Muzio Sforza.
L'unico figlio maschio avuto da Michele, Francesco, era sul punto di sposare la nobildonna Anna Maria Cesi col quale erano già stati conclusi i concordati matrimoniali ma, presentatala al padre che da poco era rimasto vedovo, questi decise di farne la propria seconda moglie, lasciando il figlio in un momento di profonda crisi che sfociò in una vocazione sacerdotale che lo portò ad emettere i voti solenni. Francesco raggiunse in seguito il titolo di cardinale nel 1646. Questi, avendo intrapreso la carriera e non potendo quindi avere eredi diretti, decise di adottare il figlio di sua sorella, Paolo Savelli, con l'obbligo di aggiungere al proprio anche il cognome di Peretti per perpetuare la casata, ma non poté mantenere per questi la successione sul principato di Venafro. Quando anche Paolo Savelli decise di intraprendere la carriera ecclesiastica, suo erede divenne il fratello maggiore Giulio. I Savelli Peretti si estinsero nel 1712 con la morte di Giulio Savelli, III principe di Albano, lasciando i titoli ed i loro beni agli Sforza Cesarini.

## Albero genealogico della famiglia Peretti, Damasceni Peretti, Savelli Peretti

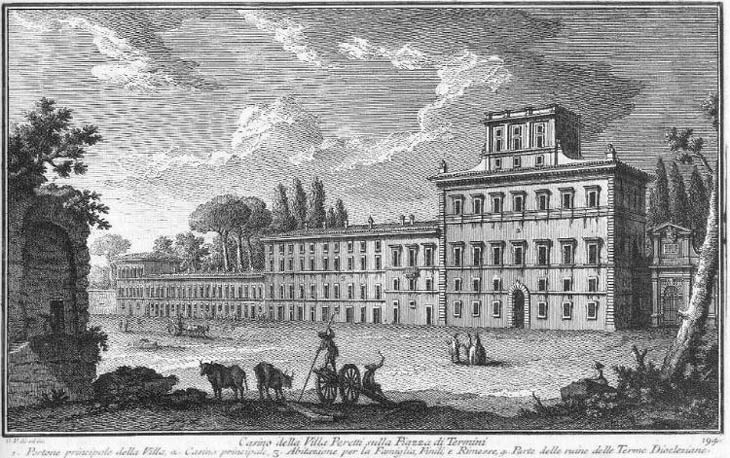
Villa Montalto Peretti.

|                                           |                                           |                                                                           |                                                                           | | | | |                                                                                      |
|                                           |                                           | Francesco Piergentile detto Peretto Mariana Ricucci di Frontillo          |                                                                           | | | | |                                                                                      |
|                                           |                                           |                                                                           |                                                                           | | | | |                                                                                      |
|                                           |                                           |                                                                           |                                                                           | | | | |                                                                                      |
| Prospero Girolama Mignucci Senza eredi    | Prospero Girolama Mignucci Senza eredi    | Felice Piergentile * a trent'anni Felice Peretti *1521 †1590 papa Sisto V | Felice Piergentile * a trent'anni Felice Peretti *1521 †1590 papa Sisto V | Camilla Giovanni Battista Mignucci MIGNUCCI PERETTI                                                | Camilla Giovanni Battista Mignucci MIGNUCCI PERETTI                                                | | |                                                                                      |
|                                           |                                           |                                                                           |                                                                           | | | | |                                                                                      |
|                                           |                                           |                                                                           |                                                                           | | | | |                                                                                      |
|                                           |                                           |                                                                           | Maria Fabio Damasceni DAMASCENI PERETTI                                   | Maria Fabio Damasceni DAMASCENI PERETTI                                                            | Francesco Vittoria Accoramboni senza eredi                                                         | Francesco Vittoria Accoramboni senza eredi                                                               | |                                                                                      |
|                                           |                                           |                                                                           |                                                                           | | | | |                                                                                      |
|                                           |                                           |                                                                           |                                                                           | | | | |                                                                                      |
| Flavia Virginio Orsini, duca di Bracciano | Flavia Virginio Orsini, duca di Bracciano | Alessandro *1571 †1623 cardinale                                          | Alessandro *1571 †1623 cardinale                                          | Michele, I principe di Venafro *1577 †1631 1. Margherita Cavazzi della Somaglia 2. Anna Maria Cesi | Michele, I principe di Venafro *1577 †1631 1. Margherita Cavazzi della Somaglia 2. Anna Maria Cesi | Felice Orsina 1. Marcantonio III Colonna, principe di Paliano 2. Muzio II Sforza, marchese di Caravaggio | Felice Orsina 1. Marcantonio III Colonna, principe di Paliano 2. Muzio II Sforza, marchese di Caravaggio |                                                                                      |
|                                           |                                           |                                                                           |                                                                           | | | | |                                                                                      |
|                                           |                                           |                                                                           |                                                                           | | | | |                                                                                      |
|                                           |                                           | Francesco, II principe di Venafro *1595 †1655 cardinale                   | Francesco, II principe di Venafro *1595 †1655 cardinale                   | Camilla *1596 †? monaca                                                                            | Camilla *1596 †? monaca                                                                            | Maria Felice *1603 †? Bernardino Savelli, II principe di Albano                                          | Maria Felice *1603 †? Bernardino Savelli, II principe di Albano                                          |                                                                                      |
|                                           |                                           |                                                                           |                                                                           | | | | |                                                                                      |
|                                           |                                           |                                                                           |                                                                           | | | | |                                                                                      |
|                                           |                                           |                                                                           |                                                                           | | SAVELLI PERETTI Paolo *1622 †1685 cardinale                                                        | SAVELLI PERETTI Paolo *1622 †1685 cardinale                                                              | Giulio, III principe di Albano *1626 †1712 Anna Aldobrandini estinzione della casata                     | Giulio, III principe di Albano *1626 †1712 Anna Aldobrandini estinzione della casata |

## Principi di Venafro
- Michele (1577-1631), I principe di Venafro
- Francesco, (1595-1655) II principe di Venafro, cardinale

Casata estinta. Beni (ma non i titoli) confluiti nella famiglia Savelli Peretti.